# Oregon Electric Railroad
Oregon Electric Railroad è una ferrovia a carattere interurbano, oggi non più esistente, che operava in Oregon nella zona di Portland e Willamette Valley.

## Storia
La Oregon Electric Railroad era una ferrovia interurbana del nord-ovest degli USA che collegava Portland ad Eugene nello stato di Oregon. Il servizio tra Portland e Salem ebbe inizio nel 1907. Secondo lo Jim Hill's Spokane, il servizio tra Portland e Seattle ebbe inizio nel 1910, raggiungendo Eugene nel 1912.
Affiliata alla Southern Pacific fu una delle prime ferrovie negli Stati Uniti ad utilizzare vetture con cassa in metallo. Il servizio viaggiatori venne ridimensionato già nel 1929 e il materiale rotabile di più recente introduzione fu dirottato su altre ferrovie elettriche interurbane affiliate alla Southern Pacific.
Il servizio passeggeri attraverso la Willamette Valley ebbe ufficialmente termine il 30 giugno 1933 sebbene il servizio merci continuasse ad esistere fino agli anni novanta attraverso il vettore della Burlington Northern Railroad ma a trazione diesel dato che il servizio a trazione elettrica aveva avuto termine il 10 luglio 1945. L'ultimo treno merci della Burlington Northern venne effettuato sulla tratta Portland-Beaverton il 31 dicembre 1994.
Su tale tratta dovrebbe realizzarsi una ferrovia suburbana (light rail).